# Innerpeffray Library

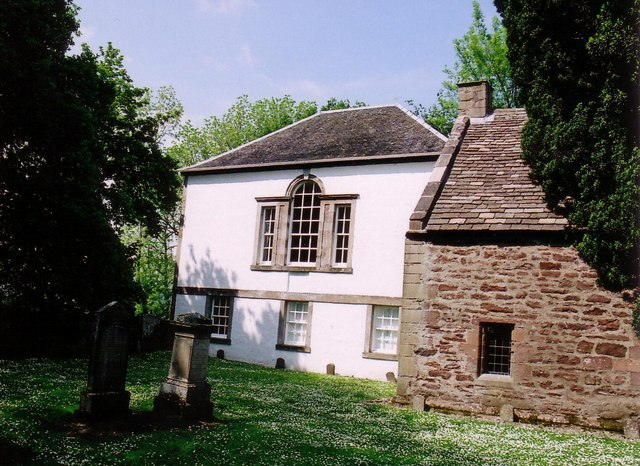
Innerpeffray Library

Die Innerpeffray Library ist eine öffentliche Bibliothek nahe der schottischen Ortschaft Crieff in der Council Area Perth and Kinross. 1971 wurde das Bauwerk in die schottischen Denkmallisten in der höchsten Denkmalkategorie A aufgenommen.

## Geschichte
Die Bücherei wurde um 1680 von David Drummond, 3. Lord Maderty gegründet. Damit ist sie die älteste kostenlose Leihbücherei in Schottland. Zunächst war der Buchbestand in der Inverpeffray Collegiate Church sowie einem nahegelegenen Gebäude untergebracht. Um den Betrieb der Bibliothek für die Zukunft zu sichern, hinterließ Drummond 5000 Merk.
Hon. Robert Hay-Drummond, der spätere Erzbischof von York und zweiter Sohn des 8. Earl of Kinnoull, erbte das Anwesen Innerpeffray und damit auch die Bibliothek und die Schule. Drummond sammelte Spenden zur Errichtung einer neuen Bibliothek. Zwischen 1758 und 1762 wurde das Gebäude nach einem Entwurf des aus Edinburgh stammenden Architekten Charles Freebairn errichtet. Bis heute ist die Bibliothek dort untergebracht.

## Beschreibung
Die Bibliothek steht in einer dünnbesiedelten Region rund vier Kilometer südöstlich von Crieff am linken Tay-Ufer. Die Innerpeffray Collegiate Church grenzt direkt an. Das zweistöckige Gebäude weist einen quadratischen Grundriss auf. Sein Mauerwerk besteht aus Bruchstein mit abgesetzten Natursteindetails. Die südexponierte Hauptfassade ist mit einem großen venezianischen Fenster ausgestaltet. Das Gebäude schließt mit einem Walmdach. An der Rückseite geht ein gewinkelter Flügel ab, der U-förmig einen Innenhof umschließt.